# Итапетининга (микрорегион)
Итапетининга (порт. Microrregião de Itapetininga) — микрорегион в Бразилии, входит в штат Сан-Паулу. Составная часть мезорегиона Итапетининга. 
Население составляет 	191 603	 человека (на 2010 год). Площадь — 	3 729,153	 км². Плотность населения — 	51,38	 чел./км².

## Демография
Согласно сведениям, собранным в ходе переписи 2010 г. Национальным институтом географии и статистики (IBGE), население микрорегиона составляет:						
| Полное население                             | Полное население                             | Полное население                             | Полное население                             | 191 603 |
| -------------------------------------------- | -------------------------------------------- | -------------------------------------------- | -------------------------------------------- | ------- |
| в том числе:                                 | Городское население                          | 163 798                                      | Процент городского населения, %              | 85,49   |
|                                              | Сельское население                           | 27 805                                       | Процент сельского населения, %               | 14,51   |
|                                              | Мужское население                            | 97 648                                       | Процент мужского населения, %                | 50,96   |
|                                              | Женское население                            | 93 955                                       | Процент женского населения, %                | 49,04   |
| Плотность населения, чел/км²                 | Плотность населения, чел/км²                 | Плотность населения, чел/км²                 | Плотность населения, чел/км²                 | 51,38   |
| Население микрорегиона в % к населению штата | Население микрорегиона в % к населению штата | Население микрорегиона в % к населению штата | Население микрорегиона в % к населению штата | 0,46    |

## Статистика
- Валовой внутренний продукт на 2003 составляет 1 722 139 327,00 реалов (данные: Бразильский институт географии и статистики).
- Валовой внутренний продукт на душу населения на 2003 составляет 9805,99 реалов (данные: Бразильский институт географии и статистики).
- Индекс развития человеческого потенциала на 2000 составляет 0,779 (данные: Программа развития ООН).

## Состав микрорегиона
В составе микрорегиона включены следующие муниципалитеты:
1. Аламбари
2. Ангатуба
3. Кампина-ду-Монти-Алегри
4. Гуареи
5. Итапетининга